# Église Saint-Saturnin de Tours
L'église Saint-Saturnin de Tours est situé à Tours dans le Vieux-Tours, rue Littré. 

## Historique
Il s'agit du seul vestige de l'ancien couvent des Carmes de Tours.
L'église fait l’objet d’une inscription au titre des monuments historiques par arrêté du 28 avril 1947.

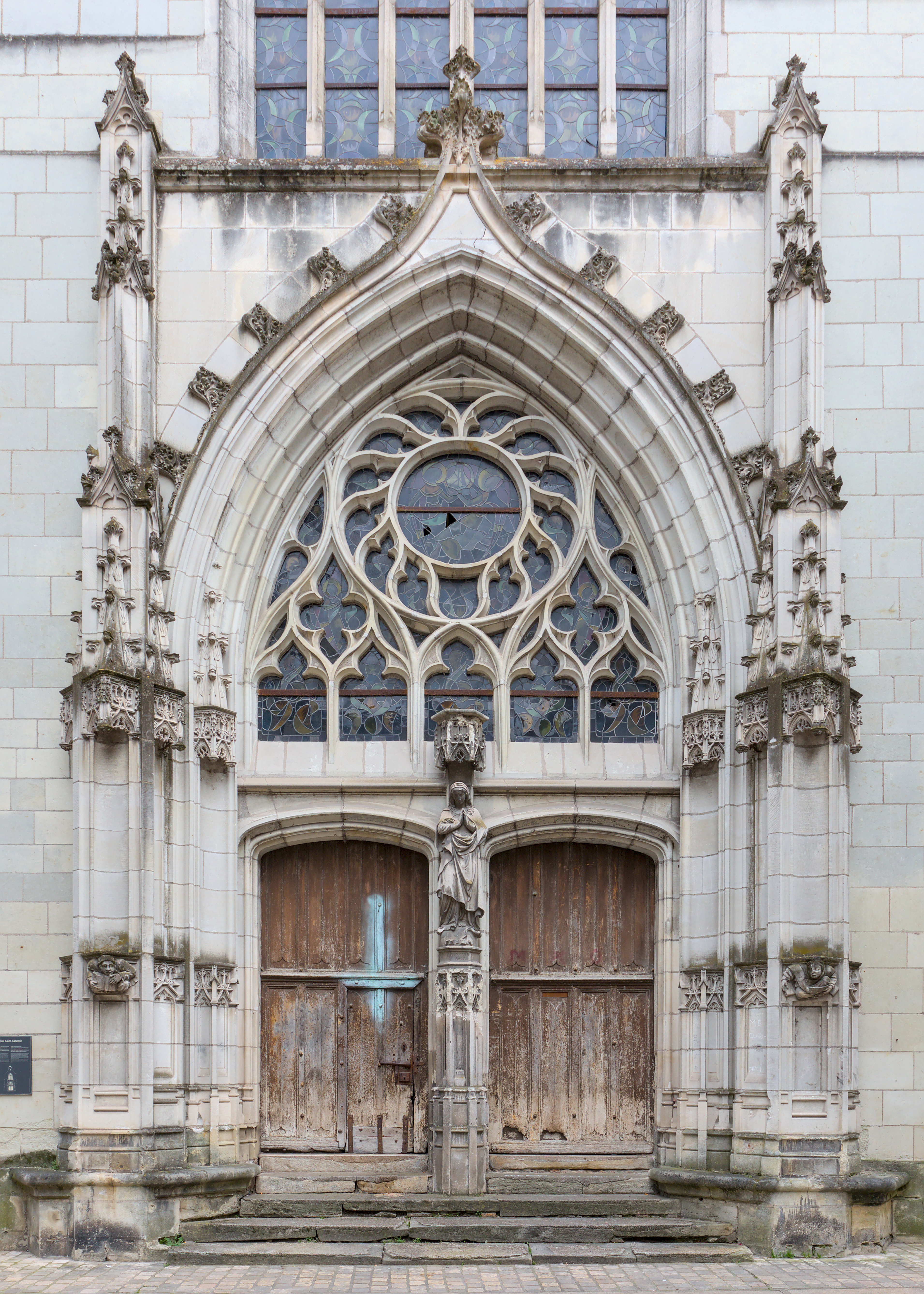
Portail.
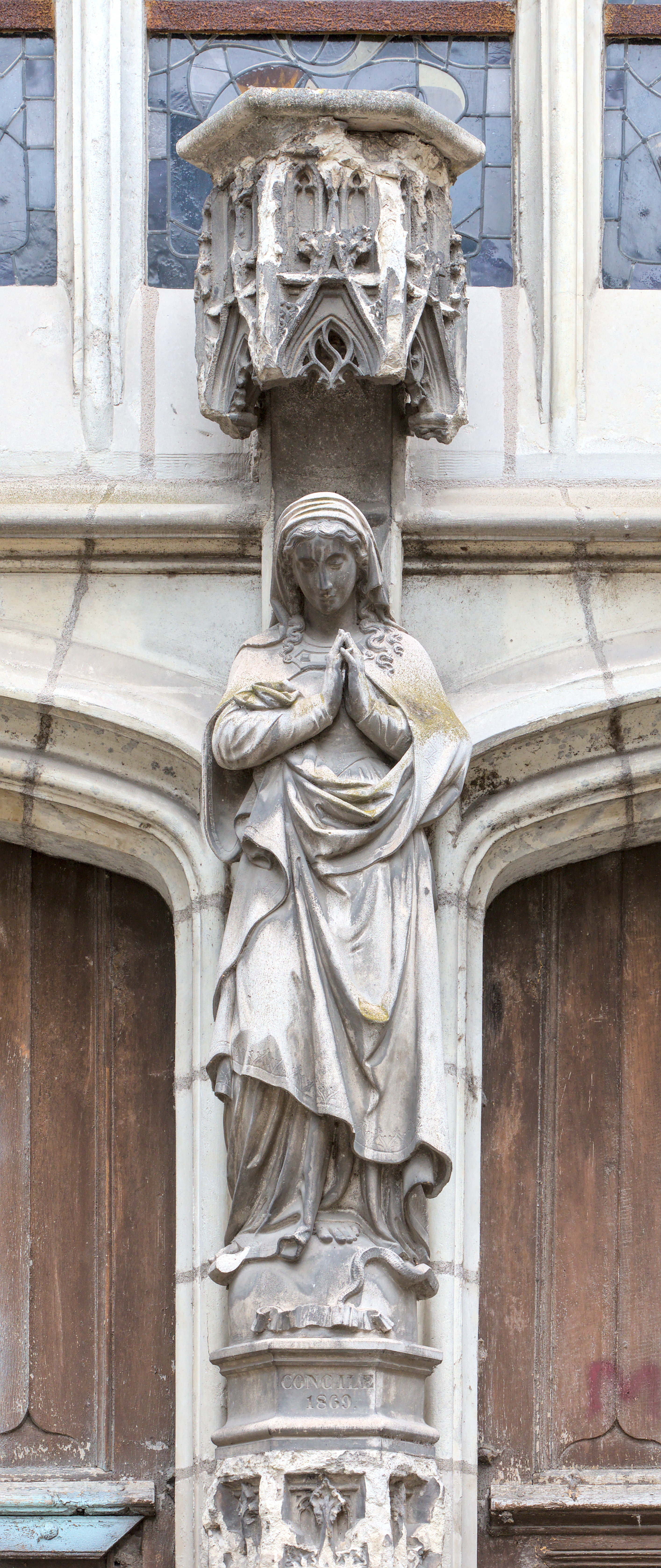
Détail du portail.
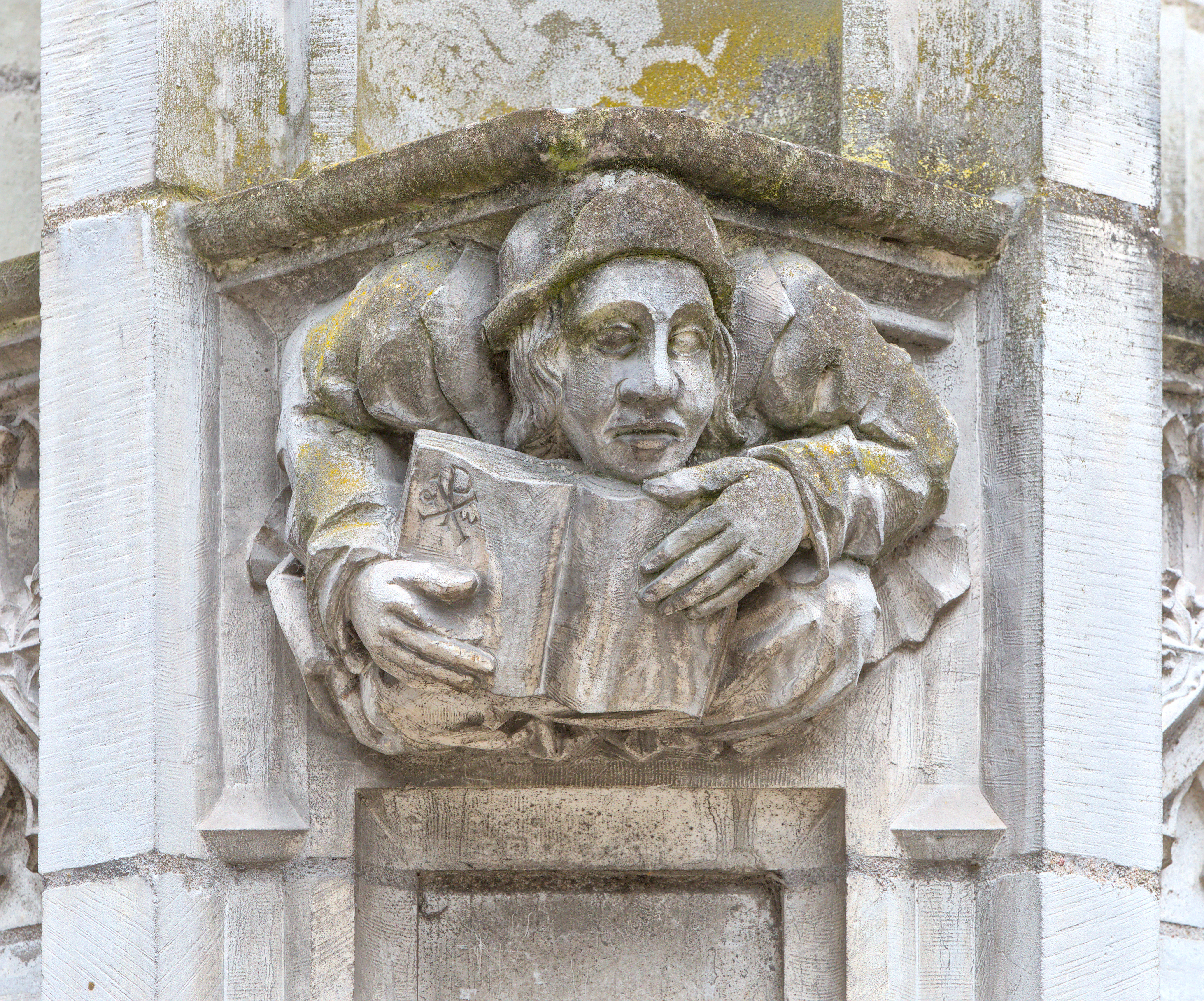
Détail du portail : un cul-de-lampe.
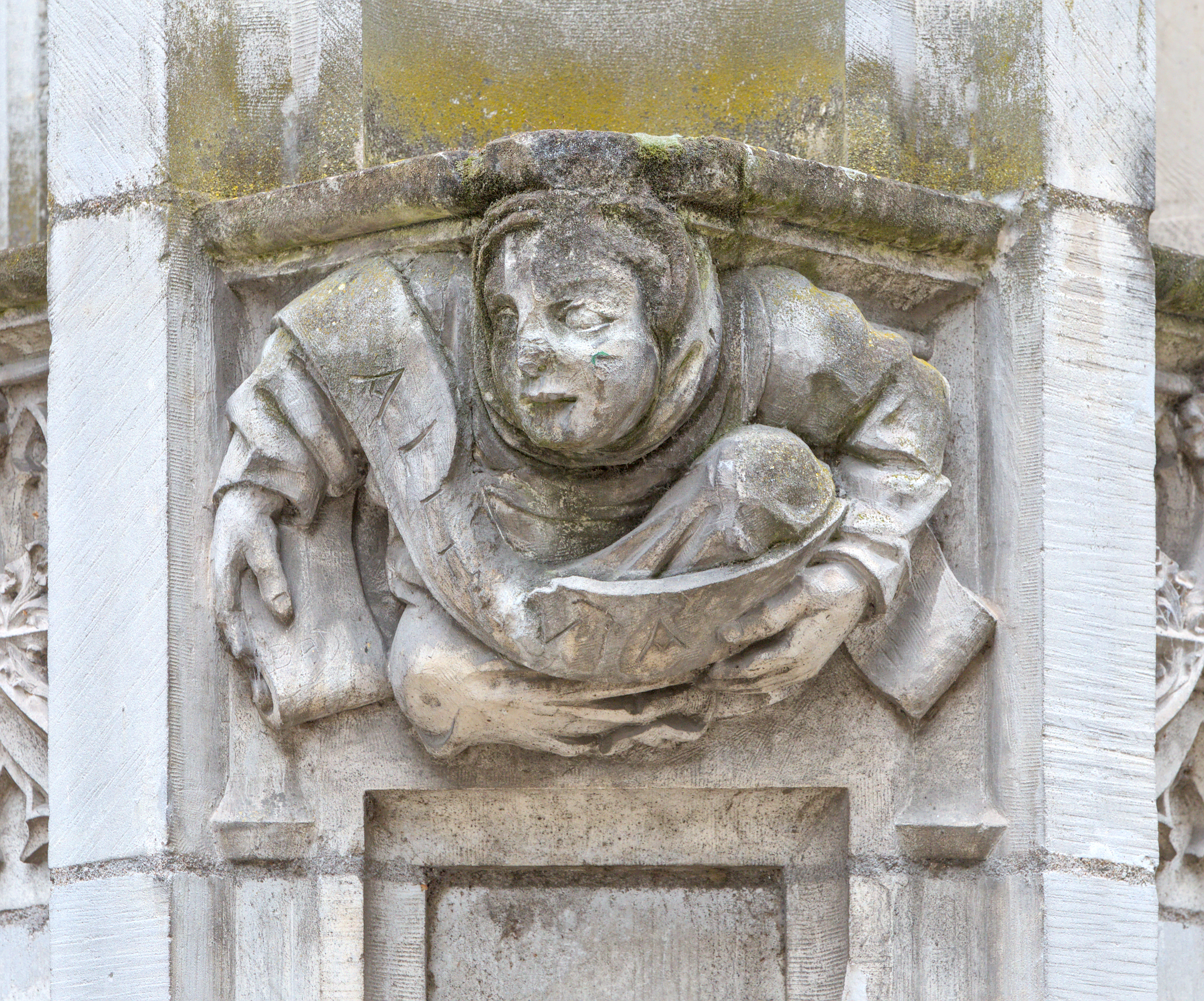
Détail du portail : un cul-de-lampe.
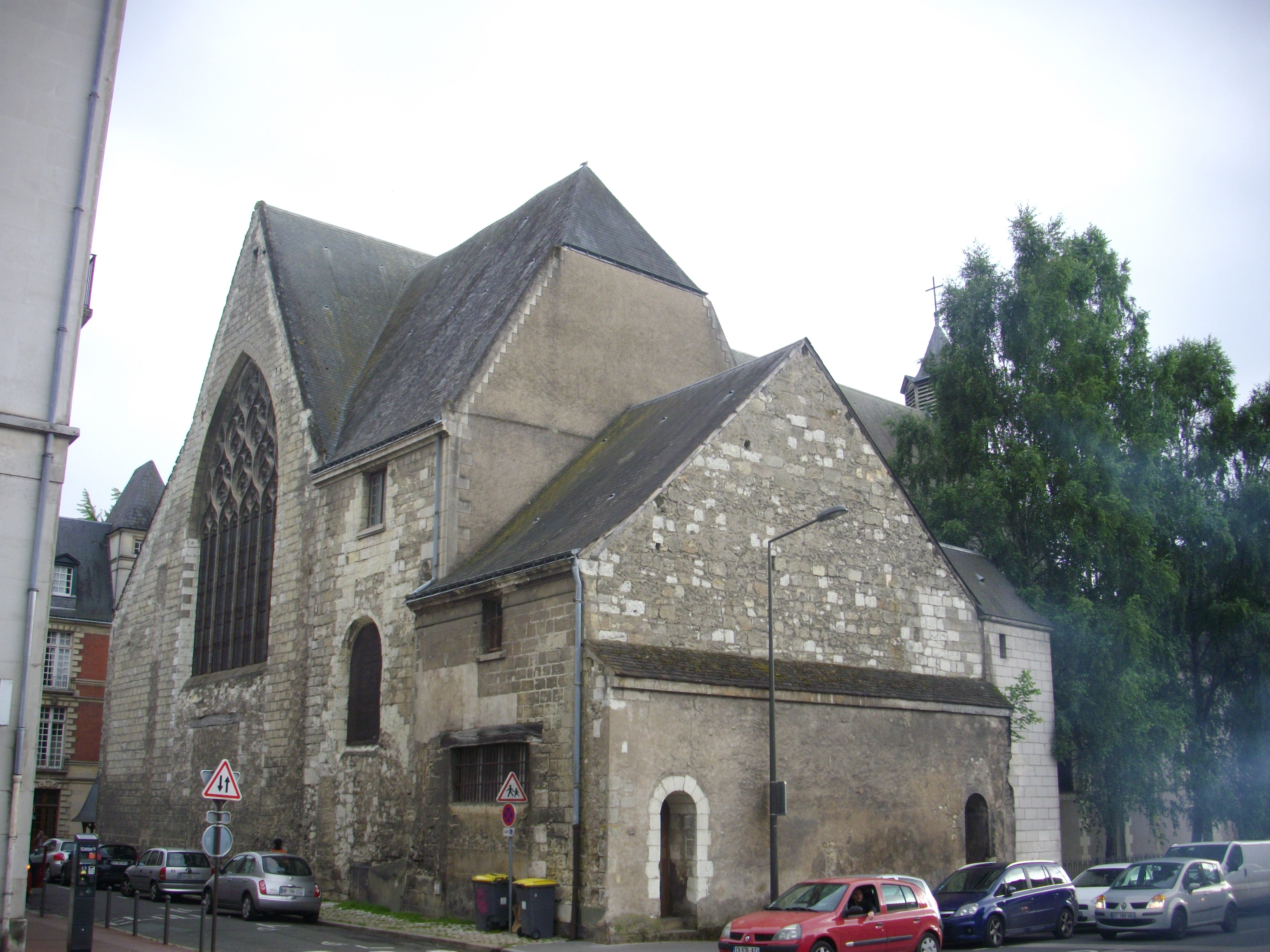
Arrière de l'église.